# Saint Joseph megye (Indiana)
Saint Joseph megye az Amerikai Egyesült Államokban, azon belül Indiana államban található. Megyeszékhelye és legnagyobb városa South Bend. Lakosainak száma 272 912 fő (2020. április 1.).

## Szomszédos megyék
- Berrien megye (észak)
- Cass megye (északkelet)
- Elkhart megye (kelet)
- Marshall megye (dél)
- Starke megye
- LaPorte megye

## Népesség
A megye népességének változása:
| Lakosok száma | 266 772 | 266 703 | 266 461 | 266 709 | 268 441 | 272 912 |
|               | 2010    | 2011    | 2012    | 2013    | 2015    | 2020    |